# Melodi
En melodi er en række på mere end to toner, der kan opfattes som en gestalt. Som oftest bruges betegnelsen dog om længere forløb, der gentager sig, f.eks. versene i en sang.
| Musik | Spire Denne musikartikel er en spire som bør udbygges. Du er velkommen til at hjælpe Wikipedia ved at udvide den. |